# Wahlschein
Wahlschein (Deutschland), Wahlkarte (Österreich), Stimmausweis oder Stimmrechtsausweis (Schweiz) sind Rechtsbegriffe aus dem Wahlrecht. Sie sind in gewisser Weise Bescheinigungen über das Recht zur Wahlteilnahme und dürfen nicht mit dem Wahlzettel verwechselt werden.

## Wahlschein (Deutschland)

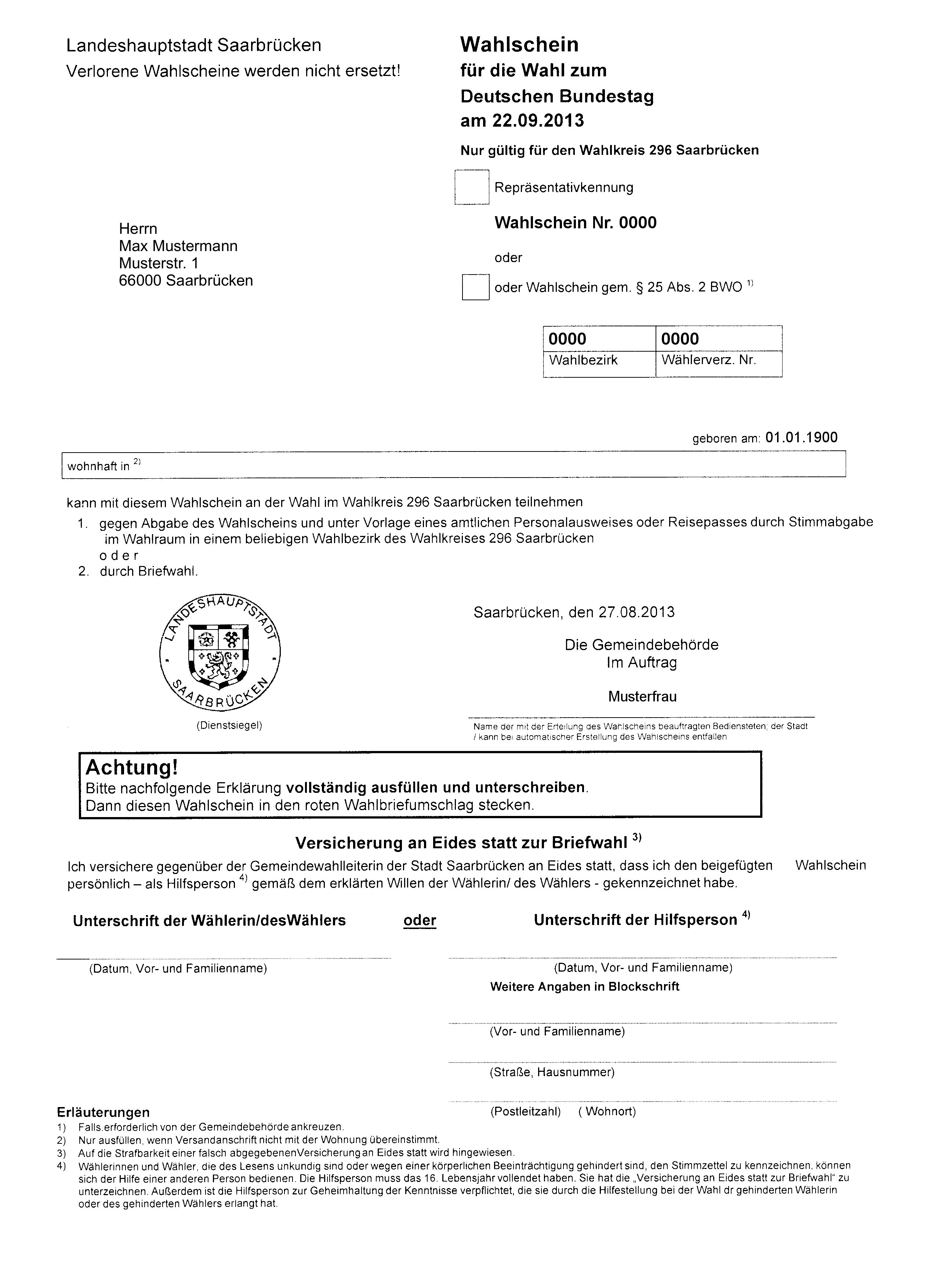
Beispiel für einen deutschen Wahlschein (Bundestagswahl 2013, anonymisiert)

Kann oder will ein Wahlberechtigter sein Wahlrecht nicht am Wahltag im vorgesehenen Wahllokal ausüben, kann er einen Wahlschein beantragen, entweder persönlich in der Wahlbehörde, durch Absenden der Wahlbenachrichtigungskarte oder in manchen Gemeinden über eine Webseite. Ebenso können in bestimmten Fällen Wahlscheine für Personen ausgestellt werden, die nicht in das Wählerverzeichnis aufgenommen wurden, beispielsweise wegen eines Umzugs kurz vor der Wahl. Die Ausstellung des Wahlscheins wird im Wählerverzeichnis vermerkt. Dem Wahlschein werden seit 2008 immer Briefwahlunterlagen beigelegt (§ 28 Abs. 3 BWO). Ohne Briefwahlunterlagen berechtigt der Wahlschein bei der Bundestagswahl zur Stimmabgabe am Wahltag in einem beliebigen Wahllokal im Wahlkreis des Wohnorts. Bei der Europawahl berechtigt ein Wahlschein zur Wahl in jedem Wahlbezirk im Kreis oder der kreisfreien Stadt, in der der Wahlschein ausgestellt wurde.
Die Wahlberechtigung eines Bürgers ergibt sich aus den entsprechenden Vorschriften und deren Ausführungen (Bundeswahlgesetz, Landeswahlgesetz, Kommunalwahlrecht, Gemeindeordnung). Die faktische Zulassung als Wahlberechtigter findet ihre Niederschrift im Wählerverzeichnis. Aufgrund dessen werden auch die Wahlbenachrichtigungen versandt. Der Eintrag im Wählerverzeichnis berechtigt zur Wahlteilnahme im vorgesehenen Wahllokal.

## Wahlkarte (Österreich)
Ist es dem wahlberechtigten Menschen nicht möglich, am Wahltag das ihm zugewiesene Wahllokal aufzusuchen, so kann er eine Wahlkarte beantragen. Mit der Wahlkarte kann im Inland in jedem Wahllokal gewählt werden. Alternativ besteht seit 2007 die Möglichkeit, mittels Briefwahl von seinem Stimmrecht Gebrauch zu machen. Die Wahlkarten mussten bis 2013 bis zum 8. Tag nach der Wahl bei der zuständigen Wahlbehörde eingetroffen sein, seit 1. Jänner 2013 gilt, dass die Wahlkarte bis zum Tag der Wahl bei der Wahlbehörde eintreffen muss, aber erst am Folgetag ausgezählt wird. Erst danach kann das definitive Wahlergebnis veröffentlicht werden. Nach der Wahlrechtsreform 2023 werden die meisten Wahlkarten bereits am Wahltag zusammen mit den Urnenstimmen ausgezählt, ein kleinerer Teil weiterhin am Montag nach der Wahl (und nur bei Nationalratswahlen ein weiterer geringer Teil an wahlkreisfremden Wahlkarten am Donnerstag nach der Wahl).
Oft kommt es durch Wahlkarten noch zu leichten Mandatsverschiebungen (2002: ein Mandat von FPÖ zu den Grünen im Vergleich zum Ergebnis am Wahlabend), zu einer maßgeblichen Veränderung des Ergebnisses kam es bisher jedoch nie. Traditionell schneiden bei Nationalratswahlen die Grünen nach mitgezählten Wahlkarten eher besser ab als am Wahlabend, SPÖ und FPÖ verlieren an Prozentpunkten (jeweils im Zehntelprozentbereich). Bei der Nationalratswahl 2006 wurden 417.486 Wahlkarten ausgestellt.

## Stimmausweis, Stimmrechtsausweis (Schweiz)
In der Schweiz bekommen stimm-/wahlberechtigte Bürger einen Stimmausweis, der ihnen durch die Wohngemeinde rechtzeitig vor der Abstimmung oder Wahl zugestellt wird. Zugleich erhält der berechtigte Bürger die Stimmzettel und/oder Wahlzettel, die handschriftlich ausgefüllt werden müssen, und Erläuterungen zu den Abstimmungsvorlagen. Der Stimmausweis wird entweder persönlich bei den Wahlurnen abgegeben oder brieflich mit den Stimmzetteln der Gemeinde zugestellt. Die genauen Modalitäten der brieflichen Abstimmung sind kantonal geregelt.

### Österreich
- Online-Wahlkartenantrag
- Wahlkarte, Briefwahl, Besuch durch die „fliegende Wahlkommission“ (besondere Wahlbehörde) auf oesterreich.gv.at